# Bourgogne épineuil
Le bourgogne-épineuil est un vin rouge ou rosé (clairet) de Bourgogne. Il s'agit d'une dénomination géographique au sein de l'appellation d'origine contrôlée bourgogne.
Son aire de production s'étend sur la commune d'Épineuil, dans l'Yonne. Il s'agit d'un des vignobles de la Basse-Bourgogne (plus récemment appelée Grand Auxerrois).  La superficie de production est approximativement de 85 hectares ces dernières années, dont approximativement 95 % destinés au vin rouge.

## Histoire

### Antiquité
L’édit de l'empereur romain Domitien, en 92 interdisait la plantation de nouvelles vignes hors d’Italie ; il fit arracher partiellement les vignes en Bourgogne afin d’éviter la concurrence. Mais Probus annula cet édit en 280.

### Moyen Âge

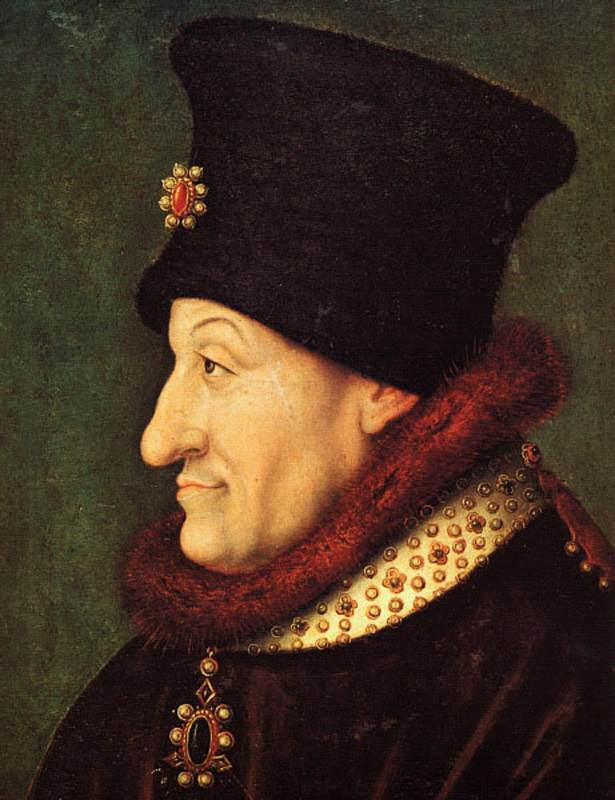
Philippe II le Hardi

Dès le début du VIe siècle, l’implantation du christianisme avait favorisé l’extension de la vigne par la création d’importants domaines rattachés aux abbayes. En l'an 1395, Philippe le Hardi décida d’améliorer la qualité des vins et interdit la culture du gamay au profit du pinot noir dans ses terres. Enfin en 1416, Charles VI fixa par un édit les limites de production du vin de Bourgogne. En 1477, à la mort de Charles le Téméraire, le vignoble de Bourgogne fut rattaché à la France, sous le règne de Louis XI.

### Période contemporaine

#### XIXesiècle
Dans les décennies 1830-1840, la pyrale survint et attaqua les feuilles de la vigne. Elle fut suivie d'une maladie cryptogamique, l'oïdium. Arriva deux nouveaux fléaux de la vigne. Le premier fut le mildiou, autre maladie cryptogamique, le second le phylloxéra. Cet insecte térébrant venu d'Amérique mis très fortement à mal le vignoble bourguignon. Après de longues recherches, on finit par découvrir que seul le greffage permettrait à la vigne de pousser en présence du phylloxéra. 

#### XXesiècle
Le mildiou provoqua un désastre considérable en 1910. Apparition de l'enjambeur dans les années 1960-1970, qui remplace le cheval. Les techniques en viticulture et œnologie ont bien évolué depuis 50 ans (vendange en vert, table de triage, cuve en inox, pressoir électrique puis pneumatique...). Par le décret du 26 mars 1993, la « sous-région » (on utilise ensuite la notion de dénomination géographique) « épineuil » est reconnue au sein de l'appellation bourgogne (on peut la rajouter à la suite : « bourgogne épineuil »).

#### XXIesiècle
Avec la canicule de 2003, les vendanges débutèrent pour certains domaines cette année-là à la mi-août, soit avec un mois d'avance, des vendanges très précoces qui ne s'étaient pas vues depuis 1422 et 1865 d'après les archives. Le cahier des charges de la dénomination est celui de l'appellation bourgogne, modifié dernièrement en octobre 2009, puis en novembre 2011 et en décembre 2023.

## Vignoble
La dénomination est limitée à la commune d'Épineuil.  La colline d’Epineuil fait face à Tonnerre, sur la rive droite de l’Armançon, affluent de l’Yonne.  Le vignoble épouse les versants escarpés de la colline et du vallon entre 140 m et 265 m d’altitude. Il est orienté vers le sud-est, le sud, le sud-ouest et le nord-ouest, à l’abri des vents soufflant sur le plateau de Langres.
Selon le service des Douanes, la superficie revendiquée en 2023 sous l'appellation est de 85 hectares, dont 79 en rouge et 6,5 en clairet (rosé).  Ces dernières années, la production de vin rouge a représenté approximativement 95 % du volume total.

### Géologie et orographie
Les sols argilo-calcaires sont élaborés à partir de formations superficielles de pente remaniées à partir de l'étage géologique kimméridgien (alternance de bancs calcaires et d'inter bancs marneux). Les vignes sont plantées dans des sols très caillouteux, marno-calcaires du kimméridgien et calcaires du portlandien.

### Climatologie
Le climat du Tonnerrois est tempéré de type océanique, avec des tendances continentales (un peu plus sec, avec des hivers un peu plus froids). Il y fait assez chaud pour permettre la culture de la vigne même sur terrain plat, mais des gelées printanières peuvent détruire les bourgeons.
Pour la station météorologique de Tonnerre (aux Joudres, à 200 mètres d'altitude : 47° 52′ 05″ N, 3° 59′ 42″ E), les valeurs climatiques sont :
| Mois                              | jan. | fév. | mars | avril | mai  | juin | jui. | août | sep. | oct. | nov. | déc. | année |
| --------------------------------- | ---- | ---- | ---- | ----- | ---- | ---- | ---- | ---- | ---- | ---- | ---- | ---- | ----- |
| Température minimale moyenne (°C) | 1    | 0,8  | 2,5  | 5,4   | 8,8  | 12,2 | 14,1 | 13,4 | 10,4 | 8,1  | 4,4  | 1,6  | 6,9   |
| Température moyenne (°C)          | 3,7  | 4,4  | 7,4  | 11,2  | 14,3 | 18,1 | 20,3 | 19,5 | 16,2 | 12,6 | 7,7  | 4,4  | 11,7  |
| Température maximale moyenne (°C) | 6,5  | 8,1  | 12,3 | 17    | 19,8 | 23,9 | 26,4 | 25,6 | 22   | 17   | 10,9 | 7,2  | 16,4  |
| Nombre de jours avec gel          | 13,1 | 12,4 | 9,1  | 2,6   | 0,1  | 0    | 0    | 0    | 0    | 1,6  | 5    | 11,5 | 55,4  |
| Précipitations (mm)               | 58,8 | 53,5 | 58,5 | 49,8  | 80,6 | 67,6 | 47,1 | 65,1 | 53,1 | 73,7 | 61,7 | 73,4 | 742,9 |

| Diagramme climatique                                  |            |             |           |             |              |              |              |            |           |             |            |
| J                                                     | F          | M           | A         | M           | J            | J            | A            | S          | O         | N           | D          |
| 6,5158,8                                              | 8,10,853,5 | 12,32,558,5 | 175,449,8 | 19,88,880,6 | 23,912,267,6 | 26,414,147,1 | 25,613,465,1 | 2210,453,1 | 178,173,7 | 10,94,461,7 | 7,21,673,4 |
| Moyennes : • Temp. maxi et mini °C • Précipitation mm |            |             |           |             |              |              |              |            |           |             |            |

### Encépagement
Le cahier des charges étant commun à l'AOC bourgogne, le cépage principal (pour le vin rouge et le rosé) est le pinot noir N et de nombreux cépages sont autorisés comme cépages accessoires.  Dans la pratique, seul le pinot noir est utilisé pour le rouge de l'appellation. Pour le rosé, le pinot noir est assemblé au pinot gris (avec un maximum de 15 % de l'encépagement des parcelles).
Le pinot noir compose exclusivement les vins rouges de l'AOC. Il est constitué de petites grappes denses, en forme de cône de pin composées de grains ovoïdes, de couleur bleu sombre. C'est un cépage délicat, qui est sensible aux principales maladies et en particulier au mildiou, au rougeot parasitaire, à la pourriture grise (sur grappes et sur feuilles), et au cicadelles. Ce cépage, qui nécessite des ébourgeonnages soignés, a tendance à produire un nombre important de grapillons. Il profite pleinement du cycle végétatif pour mûrir en première époque. Le potentiel d'accumulation des sucres est élevé pour une acidité juste moyenne et parfois insuffisante à maturité. Les vins sont assez puissant, riches, colorés, de garde. Ils sont moyennement tanniques en général.

### Méthodes culturales

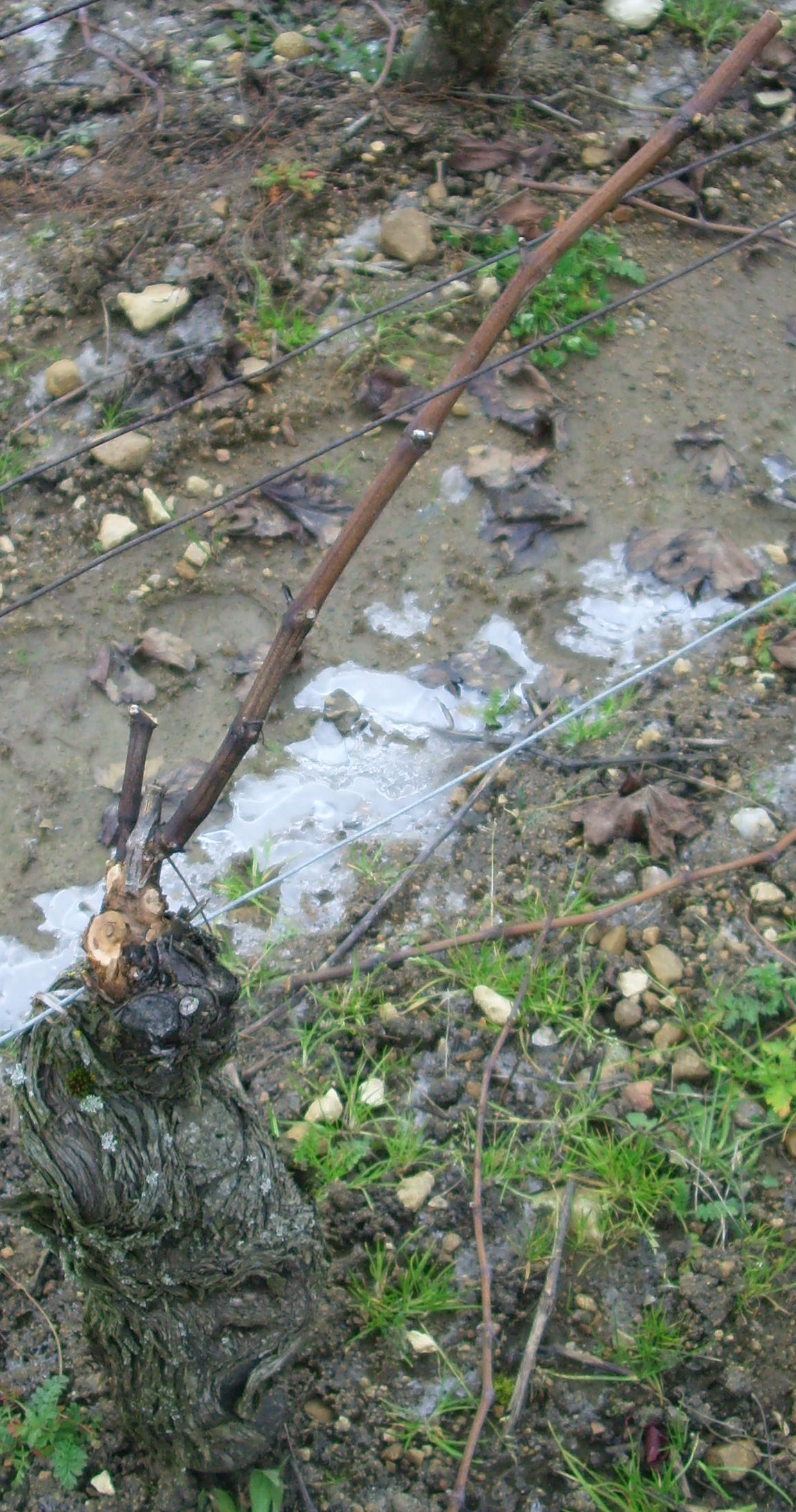
Pied de vigne taillé en Guyot simple.

#### Travail manuel
Ce travail commence par la taille, en « guyot simple », avec une baguette de cinq à huit yeux et un courson de un à trois yeux. Le tirage des sarments suit la taille. Les sarments sont enlevés et peuvent être brûlés ou mis au milieu du rang pour être broyés. On passe ensuite aux réparations. Puis vient le pliage des baguettes. Éventuellement, après le pliage des baguettes, une plantation de nouvelles greffes est réalisée. L'ébourgeonnage peut débuter dès que la vigne a commencé à pousser. Cette méthode permet, en partie, de réguler les rendements. Le relevage est pratiqué lorsque la vigne commence à avoir bien poussé. En général, deux à trois relevages sont pratiqués. La vendange en vert est pratiquée de plus en plus dans cette appellation. Cette opération est faite dans le but de réguler les rendements et surtout d'augmenter la qualité des raisins restants. Pour finir avec le travail manuel à la vigne, se réalise l'étape importante des vendanges.

#### Travail mécanique
L'enjambeur est d'une aide précieuse. Les différents travaux se composent du broyage des sarments, réalisé lorsque les sarments sont tirés et mis au milieu du rang. De trou fait à la tarière, là où les pieds de vignes sont manquants, en vue de planter des greffes au printemps. De labourage ou griffage, réalisé dans le but d'aérer les sols et de supprimer des mauvaises herbes. De désherbage fait chimiquement pour tuer les mauvaises herbes. De plusieurs traitements des vignes, réalisés dans le but de les protéger contre certaines maladies cryptogamiques (mildiou, oïdium, pourriture grise, etc.) et certains insectes (eudémis et cochylis). De plusieurs rognages consistant à reciper ou couper les branches de vignes (rameaux) qui dépassent du système de palissage. Des vendanges mécaniques se réalisant avec une machine à vendanger ou une tête de récolte montée sur un enjambeur.

### Rendements
Selon le cahier des charges de l'appellation, le rendement maximum doit être de 63 hectolitres par hectare, pouvant monter jusqu'au rendement butoir fixé à 77 hl/ha.
Les rendements déclarés récemment sont, pour le vin rouge  :
| Année | Superficie (ha) | Production (hl) | Rendement (hl/ha) |
| ----- | --------------- | --------------- | ----------------- |
| 2020  | 73              | 2 793           | 38                |
| 2021  | 96              | 1 773           | 18                |
| 2022  | 88              | 4 936           | 56                |
| 2023  | 79              | 4 771           | 60                |
| 2024  | 80              | 1 906           | 24                |

et pour le rosé (clairet) :
| Année | Superficie (ha) | Production (hl) | Rendement (hl/ha) |
| ----- | --------------- | --------------- | ----------------- |
| 2020  | 5               | 211             | 45                |
| 2021  | 3               | 118             | 35                |
| 2022  | 8               | 396             | 51                |
| 2023  | 7               | 413             | 63                |
| 2024  | 2               | 56              | 27                |

## Vins

### Titres alcoométriques volumique minimal et maximal
Le titre alcoométrique volumique naturel est de 10,5 % et le titre alcoométrique volumique total après enrichissement ne peut dépasser 13,5 %.

### Vinification et élevage
Voici les méthodes générales de vinification de cette appellation. Il existe cependant des petites différences de méthode entre les différents viticulteurs et négociants.

#### Vinification en rouge
La récolte des raisins se fait à maturité et de façon manuelle ou mécanique. La vendange manuelle est le plus souvent triée, soit à la vigne soit à la cave avec une table de tri, ce qui permet d'enlever les grappes pourries ou insuffisamment mûres. La vendange manuelle est généralement éraflée puis mise en cuve. Une macération pré-fermentaire à froid est quelquefois pratiquée. La fermentation alcoolique peut démarrer, le plus souvent après un levurage. Commence alors le travail d'extraction des polyphénols (tanins, anthocyanes) et autres éléments qualitatifs du raisin (polysaccharides etc.). L'extraction se faisait par pigeage, opération qui consiste à enfoncer le chapeau de marc dans le jus en fermentation à l'aide d'un outil en bois ou aujourd'hui d'un robot pigeur hydraulique. Plus couramment, l'extraction est conduite par des remontages, opération qui consiste à pomper le jus depuis le bas de la cuve pour arroser le chapeau de marc et ainsi lessiver les composants qualitatifs du raisin. Les températures de fermentation alcoolique peuvent être plus ou moins élevées suivant les pratiques de chaque vinificateur avec une moyenne générale de 28 à 35 degrés au maximum de la fermentation. La chaptalisation est réalisée si le degré naturel est insuffisant : cette pratique est réglementée. À l'issue de la fermentation alcoolique suit l'opération de décuvage qui donne le vin de goutte et le vin de presse. La fermentation malolactique se déroule après mais est dépendante de la température. Le vin est soutiré et mis en fût ou cuve pour son élevage. L'élevage se poursuit pendant plusieurs mois (12 à 24 mois) puis le vin est collé, filtré et mis en bouteilles.

#### Vinification en rosé
Récolte manuelle ou mécanique avec du pinot noir. Le raisin est parfois trié. Deux méthodes sont utilisées avec soit le pressurage (rosé de pressurage) soit une mise en cuve de la vendange pour un début de macération : c'est la saignée (rosé de saignée), effectuée avec le tirage du jus de la cuve. La fermentation alcoolique se passe en cuve comme pour le blanc avec suivi de température, chaptalisation, etc. La fermentation malolactique suit. L'élevage se passe en cuve, parfois en fût). Enfin, le vin est filtré et mis en bouteille.

### Gastronomie
Les épineuils rouges ont une robe rouge cerise plus ou moins intense, avec des reflets rouge rubis. Le nez livre des notes de cerise, de cassis, de fraise, de poivre, de réglisse, de pain grillé, parfois nuancées par la rose, la violette, la myrtille. La bouche est fruitée, avec des tanins fins et croquants, puis une finale persistante et saline. Le rouge peut accompagner le saumon grillé, la charcuterie fine, le chou farci, les œufs en meurette, le poulet rôti aux cerises griottes, les cailles farcies aux raisins, une viande rouge mijotée, le veau braisé, les légumes gratinés. Il peut aussi s'associer à des fromages de chèvres, à la mimolette, au reblochon ou au saint-nectaire.  Température de service : 13 à 14 °C.
Les vins rosés offrent une couleur rose saumoné à rose orangé, avec des reflets rose pâle argenté. Le nez évoque des notes de groseille, de melon, de poivron, de pomelo, avec des nuances de rose, de poivre, de badiane, d’orange, de pêche. La bouche est fruitée, vineuse et épicée, avec une finale saline, rehaussée par des arômes iodés et anisés. Le rosé se marie aux salades composées, crustacés sautés à la tomate, poivrons farcis, brochettes estivales, poissons grillés avec des légumes à l’huile d’olive, au porc sauté asiatique ou encore aux fromages de chèvre. Température de service : 11 à 12 °C.

## Économie

### Structure des exploitations
Il existe des domaines de tailles différentes. Ces domaines mettent tout ou une partie de leurs propres vins en bouteilles et s'occupent aussi de le vendre. Les autres, ainsi que ceux qui ne vendent pas tous leurs vins en bouteilles, les vendent aux maisons de négoce.
Les maisons de négoce achètent leurs vins, en général, en vin fait (vin fini) mais parfois en raisin ou en moût. Elles achètent aux domaines et passent par un courtier en vin qui sert d'intermédiaire moyennant une commission de l'ordre de 2 % à la charge de l'acheteur.
Les caves coopératives et leurs apporteurs sont des vignerons. Ces derniers peuvent leur amener leurs récoltes, ou bien la cave coopérative vendange elle-même (machine à vendanger en général).

### Commercialisation
Les volumes de production sont de 3390 hectolitres de vins rouges et rosés et de 330 hectolitres de vins blancs. La commercialisation de cette appellation se fait par divers canaux de vente : dans les caveaux du viticulteur, dans les salons des vins (vignerons indépendants, etc.), dans les foires gastronomiques, par exportation, dans les Cafés-Hôtels-Restaurants (C.H.R), dans les grandes et moyennes surfaces (G.M.S).

### Les producteurs de l'appellation
Liste des producteurs :
- Domaine Marc Cameron (Augy) ;
- Domaine Céline Coté (Molosmes) ;
- Domaine Courtault Michelet (Lignorelles) ;
- Domaine Hervé Dampt (Collan) ;
- Domaine des Vins Vieux (Lignorelles) ;
- Domaine du Petit Béru (Tonnerre) ;
- Domaine Felix et Fabrice Durand (Molosmes) ;
- Domaine Fournillon (Bernouil) ;
- Domaine Garnier et Fils (Ligny-le-Châtel) ;
- Domaine Dominique Gruhier (Épineuil) ;
- Domaine Roland Lavantureux (Lignorelles) ;
- Domaine Leger Père et Fils (Épineuil) ;
- Domaine Marsoif (Serrigny) ;
- Domaine Marsoif - Maison Rouge (Tonnerre) ;
- Masson Florent Vigneron - Domaine du Val Grévin (Épineuil) ;
- Domaine Alain Mathias (Épineuil) ;
- Domaine Perrette - chai Montéchérin (Étaule) ;
- Domaine Laurent Roze (Molosmes) ;
- Domaine Savary (Maligny) ;
- Maison Simonnet-Febvre (Chablis) ;
- Vignoble Dampt Frères (Collan).